# Cewka Malpighiego

Schemat budowy owada. (20) – cewki Malpighiego

Cewka Malpighiego (łac. vas Malpighianum, vas varicosum, tubulus Malpighii, tubus Malpighii, tubus urinarius, organum urinarium) – narząd wydalniczy występujący u większości owadów, wijów, dużej części pajęczaków, niektórych widłogonków oraz u niesporczaków z gromady Eutardigrada. Cewki te zwykle leżą na granicy jelita środkowego i tylnego lub na początku tego drugiego. Mają postać ślepo zakończonych kanalików uchodzących do jelita lub pęcherza moczowego. Zbudowane są z pofałdowanej błony podstawnej i zaopatrzonych w mikrokosmki komórek nabłonkowych. 
Nazwa pochodzi od nazwiska biologa Marcello Malpighiego.
Kanaliki te zbierają zbędne i szkodliwe metabolity z hemolimfy i przekazują je do jelita. Pełnią funkcje wydalnicze. U niektórych stawonogów produkują enzymy trawienne, substancje wapienne, materiał do budowy kokonu, a także wchłaniają wodę. Do cewek trafiają produkty przemiany materii (kwas moczowy) wraz z dużą ilością wody (i rozpuszczonymi w niej jonami, głównie potasu i sodu), która jest wypompowywana dopiero w jelicie. W wyniku tego możliwe jest oszczędzanie wody. Stawonogi lądowe nie wydalają amoniaku, tylko przetwarzają go w związki azotowe słabo rozpuszczalne w wodzie, jak guanina (pajęczaki) czy kwas moczowy (owady).

## Pajęczaki
U pajęczaków cewki Malpighiego mają pochodzenie entodermalne. Są parzyste, umieszczone w tylnej części jelita środkowego i dochodzące do rozgałęzieniami do ślepych uchyłków jelita tylnego. U skorpionów, kapturców i części roztoczy sięgają ku przodowi do prosomy, natomiast u pozostałych grup ograniczone są do tylnej tagmy ciała (zwykle opistosomy). U licznych linii rozwojowych roztoczy cewki te uległy redukcji w związku z miniaturyzacją ciała.

## Tchawkodyszne
Cewki Malpighiego występują większości tchawkodysznych, tj. wijów i sześcionogów, w przeciwieństwie jednak do tych u pajęczaków ich pochodzenie jest ektodermalne. U wszystkich gromad wijów występuje jedna ślepa para tych cewek biegnąca wzdłuż całego jelita środkowego i uchodząca na pograniczu jelita środkowego i tylnego lub w przedniej części tego drugiego.
Omawianych narządów brak u skoczogonków, a u pierwogonków występuje zamiast nich sześć brodawek Malpighiego uchodzących do komory pylorycznej na granicy jelit. Cewki Malphigiego wykształciły natomiast widłogonki z podrzędu Rhabdura.

### Owady
Wśród owadów cewki Malpighiego występują powszechnie, choć wtórnie zanikły np. u mszyc. Są to ślepo zakończone kanaliki, zwykle o długości od 2 do 100 mm i średnicy od 30 do 100 μm. Jest ich od dwóch do kilkuset (zwykle między 2 a 200). Zazwyczaj uchodzą pojedynczo na granicy jelita środkowego i tylnego lub na przedzie tego drugiego, rzadko łączą się przed ujściem w pęcherz (łac. ampulla basalis) odpowiadający funkcją pęcherzowi moczowemu. Wolne końce cewek zazwyczaj rozmieszczone są luźno w zatokach hemocelu, ale bywają też przyrośnięte do jelita tylnego, jak to ma miejsce np. u gąsienic i części chrząszczy, i wówczas określane są jako cewki typu kryptonefrycznego. Niekiedy cewki kryptonefryczne tworzą całą poskręcaną warstwę na powierzchni rektum. U niektórych chrząszczy powierzchnię styku cewek z rekutum określa się mianem kryptosolenialnej.
Cewka od hemocelu odgraniczona jest błoną lamellarną, po zewnętrznej stronie wyposażoną w liczne tracheole. Często też cewce od zewnątrz towarzyszą spiralnie rozmieszczone włókna mięśniowe, wywołujące skurczami ruchy mieszające nakierowujące do cewek hemolimfę. Sama cewka składa się z pojedynczej warstwy komórek nabłonkowych, od zewnątrz otoczonej cytoplazmatyczną błoną podstawną. Błona ta ma prostopadłe do błony lamellarnej fałdy zwiększające jej powierzchnię chłonną, przy czym stopień sfałdowania zwykle silniejszy jest w nasadowej części cewki. Komórki nabłonkowe do światła cewki wypuszczają nitkowate mikrokosmki o mikrofilamentach przynajmniej częściowo wytworzonych z aktyny. W części końcowej zazwyczaj mikrokosmki upakowane są gęściej niż u nasady cewki. U większości owadów komórki nabłonkowe wykazują zróżnicowanie w budowie i funkcjach. Komórki te łączyć się mogą desmosomami dzwonkowatymi, koneksomami, złączami przegrodowymi lub złączami płytkowatymi. W typie kryptonefrycznym na połączeniach cewek z błoną perytroficzną jelita prostego obecne są wyspecjalizowane komórki określane mianem leptophragmata.
U niektórych owadów cewki Malpighiego zmodyfikowane są do pełnienia funkcji innych niż wydalnicze np. u niektórych sieciarek wytwarzają przędzę, u form młodocianych niektórych piewików ochronną pianę, a larw muchówek z rodzaju Arachnocampa światło.